# Diskografie Pink
Toto je seznam vydané diskografie americké zpěvačky Pink.

## Alba

### Studiová alba
| Název                                                                                   | Detaily o albu                                               | Umístění v hitparádách | Umístění v hitparádách | Umístění v hitparádách | Umístění v hitparádách | Umístění v hitparádách | Umístění v hitparádách | Umístění v hitparádách | Umístění v hitparádách | Umístění v hitparádách | Umístění v hitparádách | Prodeje                                                                 | Certifikace |
| Název                                                                                   | Detaily o albu                                               | US                     | AUS                    | AUT                    | CAN                    | FRA                    | GER                    | NLD                    | NZ                     | SWI                    | UK                     | Prodeje                                                                 | Certifikace |
| --------------------------------------------------------------------------------------- | ------------------------------------------------------------ | ---------------------- | ---------------------- | ---------------------- | ---------------------- | ---------------------- | ---------------------- | ---------------------- | ---------------------- | ---------------------- | ---------------------- | ----------------------------------------------------------------------- | --- |
| Can't Take Me Home                                                                      | - Vydáno: 4. dubna 2000 - Vydavatelství: LaFace, Arista      | 26                     | 10                     | —                      | 19                     | —                      | 85                     | 58                     | 12                     | —                      | 13                     | - US: 2,300,000 - UK: 486,721 - CAN: 300,000                            | - RIAA: 2× Platinum - ARIA: 2× Platinum - BPI: Platinum - MC: 2× Platinum - RMNZ: Platinum |
| Missundaztood                                                                           | - Vydáno: 20. listopadu 2001 - Vydavatelství: LaFace, Arista | 6                      | 14                     | 4                      | 5                      | 17                     | 5                      | 5                      | 4                      | 7                      | 2                      | - US: 5,628,000 - UK: 1,850,000                                         | - RIAA: 5× Platinum - ARIA: 4× Platinum - BPI: 6× Platinum - BVMI: 2× Platinum - IFPI AUT: Platinum - IFPI SWI: 2× Platinum - MC: 5× Platinum - NVPI: Platinum - RMNZ: 4× Platinum - SNEP: 2× Gold      |
| Try This                                                                                | - Vydáno: 11. listopadu 2003 - Vydavatelství: LaFace, Arista | 9                      | 8                      | 2                      | 8                      | 12                     | 2                      | 8                      | 24                     | 1                      | 3                      | - US: 724,000 - UK: 554,000                                             | - RIAA: Platinum - ARIA: 2× Platinum - BPI: Platinum - BVMI: 3× Gold - IFPI AUT: Platinum - IFPI SWI: Gold - MC: Platinum - RMNZ: Gold                                                                  |
| I'm Not Dead                                                                            | - Vydáno: 4. dubna 2006 - Vydavatelství: LaFace, Zomba       | 6                      | 1                      | 1                      | 2                      | 7                      | 1                      | 5                      | 1                      | 1                      | 3                      | - US: 1,500,000 - UK: 1,400,000                                         | - RIAA: 2× Platinum - ARIA: 12× Platinum - BPI: 4× Platinum - BVMI: 7× Gold - IFPI AUT: 2× Platinum - IFPI SWI: 2× Platinum - MC 2× Platinum - NVPI: Gold - RMNZ: 2× Platinum - SNEP: Platinum          |
| Funhouse                                                                                | - Vydáno: 28. října 2008 - Vydavatelství: LaFace, Zomba      | 2                      | 1                      | 3                      | 3                      | 4                      | 2                      | 1                      | 1                      | 1                      | 1                      | - US: 1,960,000 - UK: 1,290,000                                         | - RIAA: 3× Platinum - ARIA: 13× Platinum - BPI: 4× Platinum - BVMI: 4× Platinum - IFPI AUT: 3× Platinum - IFPI SWI: 3× Platinum - MC: 4× Platinum - NVPI: Platinum - RMNZ: 3× Platinum - SNEP: Platinum |
| The Truth About Love                                                                    | - Vydáno: 18. září 2012 - Vydavatelství: RCA                 | 1                      | 1                      | 1                      | 1                      | 4                      | 1                      | 2                      | 1                      | 1                      | 2                      | - US: 1,865,000 - AUS: 560,000 - UK: 907,000                            | - RIAA: 3× Platinum - ARIA: 9× Platinum - BPI: 3× Platinum - BVMI: 3× Platinum - IFPI AUT: Platinum - IFPI SWI: Platinum - MC: 6× Platinum - RMNZ: 4× Platinum - SNEP: Platinum                         |
| Beautiful Trauma                                                                        | - Vydáno: 13. října 2017 - Vydavatelství: RCA                | 1                      | 1                      | 1                      | 1                      | 2                      | 2                      | 1                      | 1                      | 1                      | 1                      | - US: 627,000 - UK: 513,000 - AUS: 100,000+ - CAN: 60,000 - FRA: 47,600 | - RIAA: Platinum - ARIA: 4× Platinum - BPI: 2× Platinum - BVMI: Platinum - IFPI AUT: Gold - IFPI SWI: Platinum - MC: 3× Platinum - NVPI: Platinum - RMNZ: 2× Platinum - SNEP: Platinum                  |
| Hurts 2B Human                                                                          | - Vydáno: 26. dubna 2019 - Vydavatelství: RCA                | 1                      | 1                      | 2                      | 1                      | 7                      | 2                      | 1                      | 1                      | 1                      | 1                      | - US: 95,000 - FRA: 36,000                                              | - ARIA: Platinum - BPI: Gold - IFPI SWI: Gold - MC: Platinum - RMNZ: Gold - SNEP: Gold |
| Trustfall                                                                               | - Vydáno: 17. února 2023 - Vydavatelství: RCA                | 2                      | 1                      | 1                      | 1                      | 2                      | 1                      | 2                      | 1                      | 1                      | 1                      |                                                                         | - ARIA: Gold - BPI: Gold - IFPI SWI: Gold - RMNZ: Gold - SNEP: Gold |
| "—" značí, že se nahrávka neumístila v hitparádách nebo v tomto území ani nebyla vydána |                                                              |                        |                        |                        |                        |                        |                        |                        |                        |                        |                        |                                                                         | |

### Spolupráce
| Název     | Detaily o albu                                                                          | Umístění v hitparádách | Umístění v hitparádách | Umístění v hitparádách | Umístění v hitparádách | Umístění v hitparádách | Umístění v hitparádách | Umístění v hitparádách | Umístění v hitparádách | Umístění v hitparádách | Umístění v hitparádách | Prodeje      | Certifikace                 |
| Název     | Detaily o albu                                                                          | US                     | AUS                    | CAN                    | FRA                    | GER                    | IRE                    | NLD                    | NZ                     | SWI                    | UK                     | Prodeje      | Certifikace                 |
| --------- | --------------------------------------------------------------------------------------- | ---------------------- | ---------------------- | ---------------------- | ---------------------- | ---------------------- | ---------------------- | ---------------------- | ---------------------- | ---------------------- | ---------------------- | ------------ | --------------------------- |
| Rose Ave. | - S Dallas Green; jako You+Me - Vydáno: 14. října 2014 - Vydavatelství: RCA, Dine Alone | 4                      | 2                      | 1                      | 37                     | 6                      | 12                     | 12                     | 7                      | 7                      | 10                     | - US: 50,000 | - ARIA: Gold - MC: Platinum |

### Koncertní alba
| Název                      | Detaily o albu                                 | Umístění v hitparádách | Umístění v hitparádách | Umístění v hitparádách | Umístění v hitparádách | Umístění v hitparádách | Umístění v hitparádách | Umístění v hitparádách | Umístění v hitparádách | Umístění v hitparádách | Umístění v hitparádách | Certifikace  |
| Název                      | Detaily o albu                                 | US                     | AUS                    | AUT                    | CAN                    | FRA                    | GER                    | NLD                    | NZ                     | SWI                    | UK                     | Certifikace  |
| -------------------------- | ---------------------------------------------- | ---------------------- | ---------------------- | ---------------------- | ---------------------- | ---------------------- | ---------------------- | ---------------------- | ---------------------- | ---------------------- | ---------------------- | ------------ |
| All I Know So Far: Setlist | - Vydáno: 21. května 2021 - Vydavatelství: RCA | 13                     | 2                      | 6                      | 8                      | 19                     | 5                      | 8                      | 4                      | 2                      | 4                      | - SNEP: Gold |

### Kompilační alba
| Název                                                                                   | Detaily o albu                                             | Umístění v hitparádách | Umístění v hitparádách | Umístění v hitparádách | Umístění v hitparádách | Umístění v hitparádách | Umístění v hitparádách | Umístění v hitparádách | Umístění v hitparádách | Umístění v hitparádách | Umístění v hitparádách | Umístění v hitparádách | Prodeje                         | Certifikace |
| Název                                                                                   | Detaily o albu                                             | US                     | AUS                    | AUT                    | CAN                    | FRA                    | GER                    | IRE                    | JPN                    | NLD                    | NZ                     | UK                     | Prodeje                         | Certifikace |
| --------------------------------------------------------------------------------------- | ---------------------------------------------------------- | ---------------------- | ---------------------- | ---------------------- | ---------------------- | ---------------------- | ---------------------- | ---------------------- | ---------------------- | ---------------------- | ---------------------- | ---------------------- | ------------------------------- | --- |
| Missundaztood / Can't Take Me Home                                                      | - Vydáno: 5. září 2005 - Vydavatelství: Sony BMG           | —                      | 39                     | —                      | —                      | 196                    | —                      | —                      | —                      | —                      | —                      | —                      |                                 | - BPI: Gold |
| Pink Box                                                                                | - Vydáno: 2007 - Vydavatelství: Sony BMG                   | —                      | 13                     | —                      | —                      | —                      | —                      | —                      | —                      | —                      | —                      | 7                      |                                 | - ARIA: Platinum - BPI: Gold |
| Greatest Hits... So Far!!!                                                              | - Vydáno: 19. listopadu 2010 - Vydavatelství: LaFace, Jive | 5                      | 1                      | 4                      | 4                      | 8                      | 3                      | 8                      | 10                     | 3                      | 1                      | 5                      | - US: 1,156,000 - UK: 1,050,000 | - RIAA: Platinum - ARIA: 11× Platinum - BPI: 4× Platinum - BVMI: Platinum - IFPI AUT: Gold - IRMA: Platinum - MC: 2× Platinum - RMNZ: 7× Platinum - SNEP: Gold |
| The Album Collection                                                                    | - Vydáno: 2011 - Vydavatelství: Sony Music                 | —                      | —                      | —                      | —                      | —                      | —                      | —                      | —                      | —                      | —                      | —                      |                                 | |
| The Albums... So Far!                                                                   | - Vydáno: 23. října 2015 - Vydavatelství: Sony Music       | —                      | —                      | —                      | —                      | 160                    | —                      | —                      | —                      | —                      | —                      | —                      |                                 | |
| Greatest Hits... So Far 2019!!                                                          | - Vydáno: 16. října 2019 - Vydavatelství: Sony Music       | —                      | —                      | —                      | —                      | —                      | —                      | —                      | 206                    | —                      | —                      | —                      |                                 | |
| "—" značí, že se nahrávka neumístila v hitparádách nebo v tomto území ani nebyla vydána |                                                            |                        |                        |                        |                        |                        |                        |                        |                        |                        |                        |                        |                                 | |

### Video alba
| Název                                          | Detaily o albu                                          | Certifikace                                                                        |
| ---------------------------------------------- | ------------------------------------------------------- | ---------------------------------------------------------------------------------- |
| Pink: Live in Europe                           | - Vydáno: 22. května 2006 - Vydavatelství: LaFace       | - RIAA: Gold - ARIA: 11× Platinum - BPI: Platinum - BVMI: 3× Gold - IFPI AUT: Gold |
| Live from Wembley Arena, London, England       | - Vydáno: 22. března 2007 - Vydavatelství: LaFace       | - ARIA: 16× Platinum - BPI: Platinum - BVMI: 2× Platinum - RMNZ: Gold - SNEP: Gold |
| Funhouse Tour: Live in Australia               | - Vydáno: 14. října 2009 - Vydavatelství: LaFace, Jive  | - RIAA: Gold - ARIA: 32× Platinum - BPI: Platinum - BVMI: 5× Gold - RMNZ: Platinum |
| Greatest Hits... So Far!!!                     | - Vydáno: 11. listopadu 2011 - Vydavatelství: Sony      | - ARIA: 2× Platinum                                                                |
| The Truth About Love Tour: Live from Melbourne | - Vydáno: 15. listopadu 2013 - Vydavatelství: RCA, Sony | - ARIA: 16× Platinum - BPI: Gold - BVMI: Gold                                      |

## Extended play
| Název       | Detaily                                          |
| ----------- | ------------------------------------------------ |
| The Remixes | - Vydáno: 20. února 2007 - Vydavatelství: LaFace |

## Singly

### Jako hlavní umělkyně
| Název                                                                                   | Rok  | Umístění v hitparádách | Umístění v hitparádách | Umístění v hitparádách | Umístění v hitparádách | Umístění v hitparádách | Umístění v hitparádách | Umístění v hitparádách | Umístění v hitparádách | Umístění v hitparádách | Umístění v hitparádách | Prodeje         | Certifikace | Album                            |
| Název                                                                                   | Rok  | US                     | AUS                    | AUT                    | CAN                    | DEN                    | GER                    | NZ                     | SWE                    | SWI                    | UK                     | Prodeje         | Certifikace | Album                            |
| --------------------------------------------------------------------------------------- | ---- | ---------------------- | ---------------------- | ---------------------- | ---------------------- | ---------------------- | ---------------------- | ---------------------- | ---------------------- | ---------------------- | ---------------------- | --------------- | --- | -------------------------------- |
| "There You Go"                                                                          | 2000 | 7                      | 2                      | —                      | 6                      | —                      | 65                     | 6                      | 26                     | 37                     | 6                      | - US: 600,000   | - RIAA: Gold - ARIA: Platinum - BPI: Silver - RMNZ: Gold | Can't Take Me Home               |
| "Most Girls"                                                                            | 2000 | 4                      | 1                      | —                      | 2                      | —                      | —                      | 2                      | 44                     | —                      | 5                      | - US: 95,000    | - ARIA: 2× Platinum - RMNZ: Gold | Can't Take Me Home               |
| "You Make Me Sick"                                                                      | 2000 | 33                     | 25                     | —                      | —                      | —                      | 88                     | 10                     | —                      | —                      | 9                      | - US: 93,000    | - ARIA: Gold | Can't Take Me Home               |
| "Lady Marmalade" (s Christina Aguilera, Lil' Kim a Mýa)                                 | 2001 | 1                      | 1                      | 3                      | 17                     | 2                      | 1                      | 1                      | 1                      | 1                      | 1                      | - US: 255,000   | - RIAA: Platinum - ARIA: 2× Platinum - BPI: 2× Platinum - BVMI: Platinum - GLF: Platinum - IFPI AUT: Gold - IFPI DEN: Platinum - IFPI SWI: Gold - RMNZ: Platinum                                      | Moulin Rouge!                    |
| "Get the Party Started"                                                                 | 2001 | 4                      | 1                      | 2                      | 11                     | 2                      | 2                      | 1                      | 3                      | 2                      | 2                      | - US: 836,000   | - RIAA: Gold - ARIA: 5× Platinum - BPI: Platinum - BVMI: Gold - GLF: Gold - IFPI AUT: Gold - IFPI SWI: Gold - MC: Platinum - RMNZ: Platinum                                                           | Missundaztood                    |
| "Don't Let Me Get Me"                                                                   | 2002 | 8                      | 8                      | 10                     | —                      | 4                      | 10                     | 1                      | 5                      | 10                     | 6                      | - US: 303,000   | - ARIA: 2× Platinum - BPI: Gold - GLF: Gold - MC: Gold | Missundaztood                    |
| "Just Like a Pill"                                                                      | 2002 | 8                      | 97                     | 2                      | 4                      | 10                     | 2                      | 2                      | 5                      | 6                      | 1                      | - US: 483,000   | - ARIA: 2× Platinum - BPI: Platinum - IFPI AUT: Gold - MC: Platinum | Missundaztood                    |
| "Family Portrait"                                                                       | 2002 | 20                     | 11                     | 11                     | —                      | 11                     | 8                      | 5                      | 5                      | 18                     | 11                     | - US: 180,000   | - ARIA: 2× Platinum - BPI: Silver - MC: Gold | Missundaztood                    |
| "Feel Good Time" (feat. William Orbit)                                                  | 2003 | 60                     | 7                      | 9                      | —                      | 14                     | 16                     | 17                     | 39                     | 12                     | 3                      | - US: 1,000     | - ARIA: Gold | Charlieho andílci: Na plný pecky |
| "Trouble"                                                                               | 2003 | 68                     | 8                      | 5                      | 2                      | 8                      | 7                      | 20                     | 8                      | 5                      | 7                      | - US: 233,000   | - ARIA: Platinum - BPI: Silver | Try This                         |
| "God Is a DJ"                                                                           | 2003 | —                      | 24                     | 26                     | —                      | 16                     | 44                     | 30                     | 49                     | 32                     | 11                     |                 | - ARIA: Gold | Try This                         |
| "Last to Know"                                                                          | 2004 | —                      | —                      | 48                     | —                      | —                      | 66                     | —                      | —                      | 46                     | 21                     |                 | | Try This                         |
| "Stupid Girls"                                                                          | 2006 | 13                     | 4                      | 3                      | 2                      | 6                      | 5                      | 7                      | 16                     | 2                      | 4                      | - US: 905,000   | - RIAA: Gold - ARIA: 2× Platinum - BPI: Silver - MC: Gold | I'm Not Dead                     |
| "Who Knew"                                                                              | 2006 | 9                      | 2                      | 11                     | 46                     | —                      | 12                     | 11                     | 42                     | 14                     | 5                      | - US: 1,667,000 | - RIAA: Platinum - ARIA: 5× Platinum - BPI: Platinum - BVMI: Gold - IFPI DEN: Gold - MC: Platinum - RMNZ: Platinum                                                                                    | I'm Not Dead                     |
| "U + Ur Hand"                                                                           | 2006 | 9                      | 5                      | 3                      | 24                     | 8                      | 4                      | 10                     | 5                      | 5                      | 10                     | - US: 1,676,000 | - RIAA: Platinum - ARIA: 3× Platinum - BPI: Gold - BVMI: Gold - GLF: Platinum - IFPI AUT: Gold - IFPI DEN: Gold - MC: Platinum                                                                        | I'm Not Dead                     |
| "Nobody Knows"                                                                          | 2006 | —                      | 27                     | 21                     | —                      | —                      | 17                     | —                      | —                      | 17                     | 27                     |                 | - ARIA: Gold | I'm Not Dead                     |
| "Dear Mr. President" (feat. Indigo Girls)                                               | 2006 | —                      | 5                      | 1                      | 55                     | —                      | 3                      | 11                     | 18                     | 3                      | —                      |                 | - ARIA: 3× Platinum - BVMI: Platinum - IFPI AUT: Platinum - MC: Gold | I'm Not Dead                     |
| "Leave Me Alone (I'm Lonely)"                                                           | 2007 | —                      | 5                      | —                      | —                      | —                      | —                      | 5                      | —                      | —                      | 34                     |                 | - ARIA: 2× Platinum - BPI: Silver - RMNZ: Gold | I'm Not Dead                     |
| "So What"                                                                               | 2008 | 1                      | 1                      | 1                      | 1                      | 3                      | 1                      | 1                      | 2                      | 1                      | 1                      | - US: 4,624,000 | - ARIA: 10× Platinum - BPI: 2× Platinum - BVMI: Platinum - GLF: Gold - IFPI AUT: Gold - IFPI DEN: Platinum - IFPI SWI: Platinum - MC: 5× Platinum - RMNZ: 2× Platinum                                 | Funhouse                         |
| "Sober"                                                                                 | 2008 | 15                     | 6                      | 4                      | 8                      | 14                     | 3                      | 7                      | 12                     | 5                      | 9                      | - US: 2,037,000 | - ARIA: 5× Platinum - BPI: Gold - BVMI: Gold - IFPI AUT: Gold - IFPI DEN: Gold - IFPI SWI: Gold - MC: 2× Platinum - RMNZ: Gold                                                                        | Funhouse                         |
| "Please Don't Leave Me"                                                                 | 2009 | 17                     | 11                     | 5                      | 8                      | 14                     | 8                      | 19                     | 16                     | 9                      | 12                     | - US: 1,318,000 | - ARIA: 3× Platinum - BPI: Gold - BVMI: Gold - IFPI AUT: Gold - IFPI DEN: Gold - IFPI SWI: Gold - MC: 2× Platinum                                                                                     | Funhouse                         |
| "Bad Influence"                                                                         | 2009 | —                      | 6                      | 20                     | —                      | —                      | 26                     | 12                     | —                      | 44                     | —                      |                 | - ARIA: 2× Platinum | Funhouse                         |
| "Funhouse"                                                                              | 2009 | 44                     | 6                      | 7                      | 21                     | 32                     | 16                     | 15                     | 13                     | 8                      | 29                     | - US: 743,000   | - ARIA: 2× Platinum - BPI: Silver - MC: Platinum - RMNZ: Gold | Funhouse                         |
| "I Don't Believe You"                                                                   | 2009 | —                      | 23                     | 23                     | 66                     | 36                     | —                      | —                      | 11                     | 33                     | 62                     |                 | - ARIA: Platinum - MC: Gold | Funhouse                         |
| "Glitter in the Air"                                                                    | 2010 | 18                     | —                      | —                      | 13                     | —                      | —                      | —                      | —                      | —                      | —                      | - US: 699,000   | - ARIA: Gold - MC: Platinum | Funhouse                         |
| "Raise Your Glass"                                                                      | 2010 | 1                      | 1                      | 9                      | 2                      | 12                     | 5                      | 5                      | 15                     | 9                      | 13                     | - US: 4,162,000 | - RIAA: 5× Platinum - ARIA: 10× Platinum - BPI: 2× Platinum - BVMI: Gold - GLF: Gold - IFPI DEN: Platinum - IFPI SWI: Gold - MC: 4× Platinum - RMNZ: 4× Platinum                                      | Greatest Hits... So Far!!!       |
| "Fuckin' Perfect"                                                                       | 2010 | 2                      | 10                     | 9                      | 2                      | 4                      | 7                      | 2                      | 23                     | 15                     | 10                     | - US: 3,010,000 | - ARIA: 5× Platinum - BPI: Platinum - BVMI: Gold - GLF: Platinum - IFPI DEN: Gold - MC: 4× Platinum - RMNZ: Gold                                                                                      | Greatest Hits... So Far!!!       |
| "Bridge of Light"                                                                       | 2011 | —                      | 26                     | 7                      | —                      | —                      | 8                      | —                      | —                      | 8                      | —                      |                 | - ARIA: Platinum - BVMI: Gold | Happy Feet 2                     |
| "Blow Me (One Last Kiss)"                                                               | 2012 | 5                      | 1                      | 14                     | 4                      | 24                     | 10                     | 8                      | —                      | 15                     | 3                      | - US. 2,164,000 | - ARIA: 5× Platinum - BPI: Platinum - BVMI: Gold - IFPI DEN: Gold - IFPI SWI: Gold - MC: 4× Platinum - RMNZ: Platinum                                                                                 | The Truth About Love             |
| "Try"                                                                                   | 2012 | 9                      | 6                      | 3                      | 4                      | 15                     | 2                      | 7                      | 47                     | 2                      | 8                      | - US: 2,000,000 | - ARIA: 7× Platinum - BPI: Platinum - BVMI: Platinum - GLF: Platinum - IFPI AUT: Gold - IFPI DEN: Platinum - IFPI SWI: 2× Platinum - MC: 6× Platinum - RMNZ: 2× Platinum                              | The Truth About Love             |
| "Just Give Me a Reason" (feat. Nate Ruess)                                              | 2013 | 1                      | 1                      | 1                      | 1                      | 3                      | 1                      | 1                      | 1                      | 2                      | 2                      | - US: 4,405,000 | - RIAA: 2× Platinum - ARIA: 13× Platinum - BPI: 3× Platinum - BVMI: 3× Gold - GLF: 3× Platinum - IFPI AUT: Platinum - IFPI DEN: 3× Platinum - IFPI SWI: 2× Platinum - MC: Diamond - RMNZ: 5× Platinum | The Truth About Love             |
| "True Love" (feat. Lily Allen)                                                          | 2013 | 53                     | 5                      | 30                     | 20                     | —                      | 43                     | 14                     | —                      | 50                     | 16                     |                 | - ARIA: 4× Platinum - BPI: Gold - IFPI DEN: Gold - MC: Platinum - RMNZ: Gold | The Truth About Love             |
| "Walk of Shame"                                                                         | 2013 | —                      | 60                     | —                      | —                      | —                      | —                      | —                      | —                      | —                      | —                      |                 | - ARIA: Platinum | The Truth About Love             |
| "Are We All We Are"                                                                     | 2013 | —                      | —                      | —                      | —                      | —                      | 82                     | —                      | —                      | —                      | —                      |                 | - ARIA: Gold | The Truth About Love             |
| "Today's the Day"                                                                       | 2015 | —                      | 11                     | 53                     | 42                     | —                      | 76                     | —                      | —                      | 48                     | —                      |                 | - ARIA: Platinum | Singl bez alb                    |
| "Just Like Fire"                                                                        | 2016 | 10                     | 1                      | 16                     | 11                     | —                      | 21                     | 11                     | 85                     | 33                     | 19                     | - US: 1,000,000 | - RIAA: Platinum - ARIA: 6× Platinum - BPI: Platinum - BVMI: Gold - IFPI DEN: Gold - MC: Platinum - RMNZ: Gold                                                                                        | Alenka v říši divů: Za zrcadlem  |
| "Setting the World on Fire" (s Kenny Chesney)                                           | 2016 | 29                     | 26                     | —                      | 48                     | —                      | —                      | —                      | —                      | —                      | —                      | - US: 624,000   | - RIAA: 2× Platinum - ARIA: Gold - MC: Platinum | Cosmic Hallelujah                |
| "What About Us"                                                                         | 2017 | 13                     | 1                      | 3                      | 6                      | 21                     | 3                      | 9                      | 15                     | 1                      | 3                      | - US: 290,226   | - RIAA: Platinum - ARIA: 8× Platinum - BPI: 3× Platinum - BVMI: 3× Gold - GLF: 2× Platinum - IFPI AUT: Gold - IFPI DEN: Platinum - IFPI SWI: 3× Platinum - MC: 5× Platinum - RMNZ: Platinum           | Beautiful Trauma                 |
| "Beautiful Trauma"                                                                      | 2017 | 78                     | 25                     | 45                     | 51                     | —                      | 80                     | —                      | —                      | 46                     | 25                     |                 | - ARIA: 3× Platinum - BPI: Platinum - IFPI SWI: Gold - MC: 2× Platinum | Beautiful Trauma                 |
| "Whatever You Want"                                                                     | 2018 | —                      | 44                     | —                      | —                      | —                      | —                      | —                      | —                      | 79                     | —                      |                 | - ARIA: Gold | Beautiful Trauma                 |
| "Secrets"                                                                               | 2018 | —                      | —                      | —                      | —                      | —                      | —                      | —                      | —                      | —                      | —                      |                 | - ARIA: Gold | Beautiful Trauma                 |
| "A Million Dreams"                                                                      | 2018 | 90                     | 26                     | —                      | 80                     | —                      | 70                     | —                      | —                      | 16                     | 11                     |                 | - RIAA: Platinum - ARIA: Gold - BPI: Platinum | Největší showman                 |
| "Walk Me Home"                                                                          | 2019 | 49                     | 11                     | 36                     | 17                     | —                      | 33                     | 16                     | 35                     | 8                      | 8                      |                 | - RIAA: Platinum - ARIA: 4× Platinum - BPI: Platinum - BVMI: Gold - GLF: Gold - IFPI DEN: Platinum - IFPI SWI: Gold - MC: 3× Platinum - RMNZ: Gold                                                    | Hurts 2B Human                   |
| "Can We Pretend" (feat. Cash Cash)                                                      | 2019 | —                      | 99                     | —                      | 99                     | —                      | —                      | —                      | —                      | 76                     | 88                     |                 | - ARIA: Platinum - BPI: Silver - MC: Gold | Hurts 2B Human                   |
| "Hurts 2B Human" (feat. Khalid)                                                         | 2019 | —                      | 48                     | —                      | 87                     | —                      | —                      | —                      | —                      | 59                     | 61                     |                 | - ARIA: Platinum - BPI: Silver | Hurts 2B Human                   |
| "Love Me Anyway" (feat. Chris Stapleton)                                                | 2019 | 96                     | —                      | —                      | —                      | —                      | —                      | —                      | —                      | —                      | —                      |                 | - ARIA: Gold - MC: Gold | Hurts 2B Human                   |
| "One Too Many" (s Keith Urban)                                                          | 2020 | 52                     | 6                      | —                      | 22                     | —                      | —                      | —                      | —                      | —                      | 40                     |                 | - RIAA: Platinum - ARIA: 2× Platinum - BPI: Gold - MC: Platinum | The Speed of Now Part 1          |
| "Cover Me in Sunshine" (s Willow Sage Hart)                                             | 2021 | —                      | 6                      | 3                      | 60                     | —                      | 7                      | 24                     | 28                     | 4                      | 52                     |                 | - ARIA: 4× Platinum - BPI: Gold - BVMI: Platinum - GLF: 2× Platinum - IFPI AUT: Platinum - IFPI DEN: Platinum - IFPI SWI: Platinum - MC: 2× Platinum - RMNZ: 2× Platinum                              | All I Know So Far: Setlist       |
| "Anywhere Away from Here" (s Rag'n'Bone Man)                                            | 2021 | —                      | 43                     | —                      | 88                     | —                      | —                      | —                      | —                      | 56                     | 9                      |                 | - BPI: Platinum | Life by Misadventure             |
| "All I Know So Far"                                                                     | 2021 | 74                     | 25                     | 68                     | 30                     | —                      | 75                     | —                      | 99                     | 48                     | 39                     |                 | - ARIA: Platinum - BPI: Gold - MC: Platinum | All I Know So Far: Setlist       |
| "Irrelevant"                                                                            | 2022 | —                      | 73                     | —                      | —                      | —                      | —                      | —                      | —                      | —                      | —                      |                 | | Trustfall: Tour Deluxe Edition   |
| "Never Gonna Not Dance Again"                                                           | 2022 | 99                     | 65                     | 53                     | 29                     | —                      | 86                     | —                      | —                      | 58                     | 19                     |                 | - ARIA: Gold - BPI: Gold - IFPI DEN: Gold - IFPI SWI: Gold | Trustfall                        |
| "Trustfall"                                                                             | 2023 | 82                     | 19                     | 12                     | 24                     | —                      | 17                     | 36                     | 26                     | 8                      | 14                     |                 | - ARIA: Gold - BPI: Gold - BVMI: Gold - IFPI SWI: Platinum | Trustfall                        |
| "When I Get There"                                                                      | 2023 | —                      | 92                     | —                      | 94                     | —                      | —                      | —                      | —                      | 84                     | 44                     |                 | - BPI: Silver | Trustfall                        |
| "Runaway"                                                                               | 2023 | —                      | —                      | —                      | —                      | —                      | —                      | —                      | —                      | —                      | —                      |                 | | Trustfall                        |
| "Dreaming" (s Marshmello a Sting)                                                       | 2023 | —                      | —                      | —                      | 64                     | —                      | 93                     | —                      | —                      | —                      | 99                     |                 | | Trustfall: Tour Deluxe Edition   |
| "All Out of Fight"                                                                      | 2023 | —                      | —                      | —                      | —                      | —                      | —                      | —                      | —                      | —                      | —                      |                 | | Trustfall: Tour Deluxe Edition   |
| "—" značí, že se nahrávka neumístila v hitparádách nebo v tomto území ani nebyla vydána |      |                        |                        |                        |                        |                        |                        |                        |                        |                        |                        |                 | |                                  |

### Jako vedlejší umělkyně
| Název                                                                                   | Rok  | Umístění v hitparádách | Umístění v hitparádách | Umístění v hitparádách | Umístění v hitparádách | Umístění v hitparádách | Umístění v hitparádách | Umístění v hitparádách | Umístění v hitparádách | Umístění v hitparádách | Certifikace  | Album                   |
| Název                                                                                   | Rok  | AUS                    | AUT                    | CAN                    | FRA                    | GER                    | IRE                    | NOR                    | NZ Heat.               | UK                     | Certifikace  | Album                   |
| --------------------------------------------------------------------------------------- | ---- | ---------------------- | ---------------------- | ---------------------- | ---------------------- | ---------------------- | ---------------------- | ---------------------- | ---------------------- | ---------------------- | ------------ | ----------------------- |
| "I Am Not My Hair" (India.Arie feat. Pink)                                              | 2006 | —                      | —                      | —                      | —                      | —                      | —                      | —                      | —                      | —                      |              | Remix bez alb           |
| "Rock and Roll Heaven's Gate" (Indigo Girls feat. Pink)                                 | 2006 | —                      | —                      | —                      | —                      | —                      | —                      | —                      | —                      | —                      |              | Despite Our Differences |
| "Waterfall" (Stargate feat. Pink a Sia)                                                 | 2017 | 19                     | 70                     | 23                     | 36                     | 47                     | 85                     | 30                     | 1                      | 47                     | - ARIA: Gold | Singl bez alb           |
| "—" značí, že se nahrávka neumístila v hitparádách nebo v tomto území ani nebyla vydána |      |                        |                        |                        |                        |                        |                        |                        |                        |                        |              |                         |

### Charitativní singly
| Název                                                                                   | Rok  | Umístění v hitparádách | Umístění v hitparádách | Umístění v hitparádách | Umístění v hitparádách | Umístění v hitparádách | Umístění v hitparádách | Umístění v hitparádách | Umístění v hitparádách | Umístění v hitparádách | Album                     |
| Název                                                                                   | Rok  | US                     | AUS                    | CAN                    | DEN                    | IRE                    | NZ                     | RUS                    | SWE                    | UK                     | Album                     |
| --------------------------------------------------------------------------------------- | ---- | ---------------------- | ---------------------- | ---------------------- | ---------------------- | ---------------------- | ---------------------- | ---------------------- | ---------------------- | ---------------------- | ------------------------- |
| "Sing" (Annie Lennox feat. různí umělci)                                                | 2007 | —                      | —                      | —                      | —                      | —                      | —                      | 129                    | —                      | 161                    | Songs of Mass Destruction |
| "We Are the World 25 for Haiti" (Artists for Haiti)                                     | 2010 | 2                      | 18                     | 7                      | 10                     | 9                      | 8                      | —                      | 5                      | 50                     | Singly bez alb            |
| "Hands" (Různí umělci)                                                                  | 2016 | —                      | —                      | —                      | —                      | —                      | —                      | —                      | —                      | —                      | Singly bez alb            |
| "—" značí, že se nahrávka neumístila v hitparádách nebo v tomto území ani nebyla vydána |      |                        |                        |                        |                        |                        |                        |                        |                        |                        |                           |

### Promo singly
| Název                                                                                   | Rok  | Umístění v hitparádách | Umístění v hitparádách | Umístění v hitparádách | Umístění v hitparádách | Umístění v hitparádách | Umístění v hitparádách | Umístění v hitparádách | Umístění v hitparádách | Umístění v hitparádách | Certifikace      | Album                    |
| Název                                                                                   | Rok  | US Dig.                | AUS                    | CAN Dig.               | CRO                    | HUN Air.               | NZ                     | POL Air.               | SCO                    | SWI                    | Certifikace      | Album                    |
| --------------------------------------------------------------------------------------- | ---- | ---------------------- | ---------------------- | ---------------------- | ---------------------- | ---------------------- | ---------------------- | ---------------------- | ---------------------- | ---------------------- | ---------------- | ------------------------ |
| "Humble Neighborhoods"                                                                  | 2003 | —                      | —                      | —                      | —                      | —                      | —                      | —                      | —                      | —                      |                  | Try This                 |
| "Catch Me While I'm Sleeping"                                                           | 2003 | —                      | —                      | —                      | —                      | —                      | —                      | —                      | —                      | —                      |                  | Try This                 |
| "'Cuz I Can"                                                                            | 2007 | —                      | —                      | —                      | —                      | —                      | 29                     | —                      | —                      | —                      | - ARIA: Platinum | I'm Not Dead             |
| "Ave Mary A"                                                                            | 2010 | —                      | —                      | —                      | —                      | —                      | —                      | —                      | —                      | —                      |                  | Funhouse                 |
| "Heartbreak Down"                                                                       | 2011 | —                      | —                      | —                      | —                      | 2                      | —                      | —                      | —                      | —                      |                  | Greatest Hits... So Far! |
| "You and Me"                                                                            | 2014 | —                      | —                      | —                      | —                      | —                      | —                      | —                      | —                      | 64                     |                  | Rose Ave.                |
| "Break the Cycle"                                                                       | 2014 | —                      | —                      | —                      | —                      | —                      | —                      | —                      | —                      | —                      |                  | Rose Ave.                |
| "Capsized"                                                                              | 2014 | —                      | —                      | —                      | —                      | —                      | —                      | —                      | —                      | —                      |                  | Rose Ave.                |
| "Hustle"                                                                                | 2019 | 11                     | 69                     | 12                     | 72                     | —                      | —                      | 85                     | 30                     | 75                     | - ARIA: Gold     | Hurts 2B Human           |
| "—" značí, že se nahrávka neumístila v hitparádách nebo v tomto území ani nebyla vydána |      |                        |                        |                        |                        |                        |                        |                        |                        |                        |                  |                          |

## Další umístěné a certifikované písně
| Název                                                                                   | Rok  | Umístění v hitparádách | Umístění v hitparádách | Umístění v hitparádách | Umístění v hitparádách | Umístění v hitparádách | Umístění v hitparádách | Umístění v hitparádách | Umístění v hitparádách | Umístění v hitparádách | Umístění v hitparádách | Certifikace                                 | Album                          |
| Název                                                                                   | Rok  | US                     | AUS                    | AUT                    | CAN                    | FRA                    | GER                    | IRE                    | NLD                    | NZ                     | UK                     | Certifikace                                 | Album                          |
| --------------------------------------------------------------------------------------- | ---- | ---------------------- | ---------------------- | ---------------------- | ---------------------- | ---------------------- | ---------------------- | ---------------------- | ---------------------- | ---------------------- | ---------------------- | ------------------------------------------- | ------------------------------ |
| "Won't Back Down" (Eminem feat. Pink)                                                   | 2010 | 62                     | 87                     | —                      | 65                     | —                      | —                      | —                      | —                      | —                      | 82                     | - RIAA: Platinum - ARIA: Gold - BPI: Silver | Recovery                       |
| "Guns and Roses" (T.I. feat. Pink)                                                      | 2013 | —                      | 18                     | —                      | —                      | —                      | —                      | —                      | —                      | —                      | —                      | - ARIA: Platinum                            | Trouble Man: Heavy Is the Head |
| "Slut Like You"                                                                         | 2013 | —                      | —                      | —                      | —                      | —                      | —                      | —                      | —                      | —                      | —                      | - ARIA: Gold                                | The Truth About Love           |
| "Revenge" (feat. Eminem)                                                                | 2017 | —                      | 21                     | 52                     | 63                     | 95                     | 84                     | 55                     | 24                     | 30                     | 33                     | - ARIA: Platinum - BPI: Silver - MC: Gold   | Beautiful Trauma               |
| "Where We Go"                                                                           | 2017 | —                      | 88                     | —                      | —                      | 184                    | —                      | —                      | —                      | —                      | —                      | - ARIA: Gold                                | Beautiful Trauma               |
| "I Am Here"                                                                             | 2017 | —                      | 97                     | —                      | —                      | —                      | —                      | —                      | —                      | —                      | —                      | - ARIA: Gold                                | Beautiful Trauma               |
| "Wild Hearts Can't Be Broken"                                                           | 2017 | —                      | —                      | —                      | —                      | —                      | —                      | —                      | —                      | —                      | —                      | - ARIA: Gold                                | Beautiful Trauma               |
| "Barbies"                                                                               | 2017 | —                      | —                      | —                      | —                      | —                      | —                      | —                      | —                      | —                      | —                      | - ARIA: Gold                                | Beautiful Trauma               |
| "But We Lost It"                                                                        | 2017 | —                      | —                      | —                      | —                      | —                      | —                      | —                      | —                      | —                      | —                      | - ARIA: Gold                                | Beautiful Trauma               |
| "Need Me" (Eminem feat. Pink)                                                           | 2017 | —                      | 98                     | —                      | 98                     | 197                    | —                      | —                      | —                      | —                      | —                      |                                             | Revival                        |
| "Bennie and the Jets" (s Elton John a Logic)                                            | 2018 | —                      | —                      | —                      | —                      | —                      | —                      | —                      | —                      | —                      | —                      |                                             | Revamp                         |
| "90 Days" (feat. Wrabel)                                                                | 2019 | —                      | —                      | —                      | —                      | —                      | —                      | —                      | —                      | —                      | —                      |                                             | Hurts 2B Human                 |
| "Turbulence"                                                                            | 2023 | —                      | —                      | —                      | —                      | —                      | —                      | —                      | —                      | —                      | —                      |                                             | Trustfall                      |
| "Just Say I'm Sorry" (feat. Chris Stapleton)                                            | 2023 | —                      | —                      | —                      | —                      | —                      | —                      | —                      | —                      | —                      | —                      |                                             | Trustfall                      |
| "—" značí, že se nahrávka neumístila v hitparádách nebo v tomto území ani nebyla vydána |      |                        |                        |                        |                        |                        |                        |                        |                        |                        |                        |                                             |                                |

## Spolu umělkyně
| Název                             | Rok  | Další umělec                                                           | Album                                                          |
| --------------------------------- | ---- | ---------------------------------------------------------------------- | -------------------------------------------------------------- |
| "Play How You Want It" (nevydáno) | 2000 | Cuban Link                                                             | 24K                                                            |
| "Nobody Liver"                    | 2001 | Benzino                                                                | The Benzino Project                                            |
| "What You Wanna Do?"              | 2002 | Naughty by Nature                                                      | IIcons]'                                                       |
| "Finally Goodbye"                 | 2003 | Vita                                                                   | La Dolce Vita                                                  |
| "Still Waiting" (nevydáno)        | 2003 | Charli Baltimore                                                       | The Diary (You Think You Know)                                 |
| "We Will Rock You"                | 2004 | Britney Spears a Beyoncé                                               | Pepsi: Dare For More                                           |
| "Tell Me Why"                     | 2004 | Rah Digga                                                              | Everything Is a Story                                          |
| "Shine"                           | 2005 | Lisa Marie Presley                                                     | Now What                                                       |
| "Song Without a Chorus"           | 2006 | Butch Walker                                                           | The Rise and Fall of Butch Walker and the Let's-Go-Out-Tonites |
| "One Step Closer to You"          | 2006 | Michael Franti                                                         | Yell Fire!                                                     |
| "I Am Not My Hair"                | 2006 | India.Arie                                                             | Testimony: Vol. 1, Life & Relationship                         |
| "Rock and Roll Heaven's Gate"     | 2006 | Indigo Girls                                                           | Despite Our Differences                                        |
| "Here Comes The..."               | 2008 | Butch Walker                                                           | Sycamore Meadows                                               |
| "We've Got Scurvy"                | 2009 | —                                                                      | SpongeBob's Greatest Hits                                      |
| "Won't Back Down"                 | 2010 | Eminem                                                                 | Recovery                                                       |
| "Don't Give Up"                   | 2010 | Herbie Hancock, John Legend                                            | The Imagine Project                                            |
| "Imagine"                         | 2010 | Herbie Hancock, Seal, India.Arie, Jeff Beck, Konono N°1, Oumou Sangaré | The Imagine Project                                            |
| "Guns and Roses"                  | 2012 | T.I.                                                                   | Trouble Man: Heavy Is the Head                                 |
| "Equal Rights"                    | 2016 | The Lonely Island                                                      | Popstar: Never Stop Never Stopping                             |
| "Hands"                           | 2016 | rúzní umělci                                                           | —                                                              |
| "Halfway Gone"                    | 2017 | —                                                                      | Served Like a Girl                                             |
| "Need Me"                         | 2017 | Eminem                                                                 | Revival                                                        |
| "Bennie and the Jets"             | 2018 | Elton John, Logic                                                      | Revamp: Reimagining the Songs of Elton John & Bernie Taupin    |
| "(I Can't Get No) Satisfaction    | 2023 | Dolly Parton, Brandi Carlile                                           | Rockstar                                                       |

## Videoklipy
| Rok  | Píseň                                         | Režisér                   |
| ---- | --------------------------------------------- | ------------------------- |
| 1999 | "There You Go"                                | Dave Meyers               |
| 2000 | "Most Girls"                                  | Dave Meyers               |
| 2000 | "You Make Me Sick"                            | Dave Meyers               |
| 2001 | "Lady Marmalade"                              | Paul Hunter               |
| 2001 | "Get the Party Started"                       | Dave Meyers               |
| 2002 | "Don't Let Me Get Me"                         | Dave Meyers               |
| 2002 | "Just Like a Pill"                            | Francis Lawrence          |
| 2002 | "Family Portrait"                             | Sophie Muller             |
| 2003 | "Feel Good Time"                              | Dave Meyers               |
| 2003 | "Trouble"                                     | Sophie Muller             |
| 2003 | "God Is a DJ"                                 | Jake Scott                |
| 2004 | "Last to Know"                                | Russell Thomas            |
| 2005 | "Tsunami Relief: Tears in Heaven"             | Marcus Raboy              |
| 2005 | "Stupid Girls"                                | Dave Meyers               |
| 2005 | "U + Ur Hand"                                 | Dave Meyers               |
| 2006 | "Who Knew"                                    | The Dragons               |
| 2006 | "Nobody Knows"                                | Jake Nava                 |
| 2007 | "Dear Mr. President"                          | Dave Diomedi              |
| 2007 | "Leave Me Alone (I'm Lonely)"                 | David Mallet              |
| 2008 | "So What"                                     | Dave Meyers               |
| 2008 | "Sober"                                       | Jonas Åkerlund            |
| 2008 | "Please Don't Leave Me"                       | Dave Meyers               |
| 2009 | "Funhouse"                                    | Dave Meyers               |
| 2009 | "I Don't Believe You"                         | Sophie Muller             |
| 2009 | "We've Got Scurvy"                            | Nickelodeon/Sony Music    |
| 2010 | "Leave Me Alone (I'm Lonely)"                 | Dave Meyers               |
| 2010 | "We Are the World 25 for Haiti"               | Paul Haggis               |
| 2010 | "Raise Your Glass"                            | Dave Meyers               |
| 2011 | "F**kin' Perfect"                             | Dave Meyers               |
| 2012 | "Blow Me (One Last Kiss)"                     | Dave Meyers               |
| 2012 | "Try"                                         | Floria Sigismondi         |
| 2013 | "Just Give Me a Reason"                       | Diane Martel              |
| 2013 | "True Love"                                   | Sophie Muller             |
| 2013 | "Are We All We Are"                           |                           |
| 2016 | "Just Like Fire"                              | Dave Meyers               |
| 2016 | "Setting the World on Fire" (s Kenny Chesney) | P. R. Brown               |
| 2017 | "Waterfall" (Stargate feat. P!nk a Sia)       | Malia James               |
| 2017 | "What About Us"                               | Georgia Hudson            |
| 2017 | "Beautiful Trauma"                            | GoldenBoyz                |
| 2018 | "Wild Hearts Can't Be Broken"                 | Sasha Samsonova           |
| 2018 | "Whatever You Want"                           | Alecia Moore              |
| 2018 | "Secrets"                                     | Alecia Moore Larn Poland  |
| 2019 | "Walk Me Home"                                | Michael Gracey            |
| 2019 | "90 Days" (featuring Wrabel)                  | Remi Bakkar Jeremy Hudson |
| 2019 | "Hurts 2B Human" (feat. Khalid)               | Alissa Torvinen           |
| 2020 | "One Too Many" (s Keith Urban)                | Dano Cerny                |
| 2021 | "Cover Me in Sunshine" (s Willow Sage Hart)   | P!nk Willow Sage Hart     |
| 2021 | "Anywhere Away From Here" (s Rag'n'Bone Man)  | Joe Connor                |
| 2021 | "All I Know So Far"                           | Dave Meyers               |
| 2022 | "Irrelevant"                                  | P!nk Brad Comfort         |
| 2022 | "Never Gonna Not Dance Again"                 | Nick Florez & RJ Dure     |
| 2023 | "Trustfall"                                   | Georgia Hudson            |
| 2023 | "All Out of Fight"                            | David Spearing            |